# Friedrich Dahl
Karl Friedrich Theodor Dahl (24 juni 1856 - 29 juni 1929) was een Duitse zoöloog, en in het bijzonder een arachnoloog. Hij schreef samen met zijn vrouw Maria Dahl de zoölogische serie Die Tierwelt Deutschlands.
Friedrich Dahl werd op 24 juni 1856 geboren in Rosenhofer Brök, ten noorden van Dahme, Holstein. Als zoon van een boer studeerde Dahl aan de universiteiten van Leipzig, Freiburg, Berlijn en Kiel. Zijn proefschrift in 1884 was getiteld "Beiträge zur Kenntnis des Baus und der Funktion der Insektenbeine". Hij werd Privatdozent in 1887; hij schreef een dissertatie "Ueber die Cytheriden der westlichen Ostsee". Rond deze tijd reisde hij naar de Baltische staten en tussen 1896 en 1897 naar de Bismarck-archipel bij Nieuw-Guinea. Hij was ook geïnteresseerd in biogeografie. 
Op 1 april 1898 werd Dahl curator van spinachtigen in het Museum für Naturkunde in Berlijn, waar hij werkte onder zijn voormalige leraar, de toenmalige museumdirecteur Karl Möbius. Dahl bleef in Berlijn tot hij met pensioen ging, en zijn typecollectie wordt in dat museum bewaard. 
Hoewel hij in veel diergroepen beschreef, concentreerde Dahl zich vooral op spinnen. Hij was ook geïnteresseerd in biogeografie en het gedrag van dieren. 
Op 19 juni 1899 trouwde hij met Maria Dahl (1872–1972), een medewerker van het zoölogisch instituut van Kiel. Ze publiceerde ook verschillende werken over spinnen. 
De wetenschappelijke naam van een slangensoort, Tropidonophis dahlii, is naar hem vernoemd.